# I kan ikke slå os ihjel
I kan ikke slå os ihjel har kallats för Christianias "nationalsång". Låten skrevs av Tom Lundén natten till den 22 november 1975 i dennes lägenhet i Brumleby. Den är inspelad av Bifrost med försångarna Annisette Koppel, Poul Dissing och Sebastian under namnet Det Internationale Sigøjnerkompagni 1976. Sången har utkommit i otaliga versioner på både danska och engelska. En grupp som ofta framfört sången är Savage Rose.